# Lantaarnklok

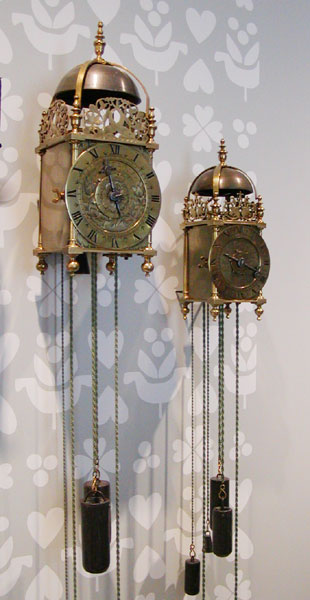
Twee Engelse lantaarnklokken

De lantaarnklok is een verzamelnaam van Europese klokken die als kenmerk hebben dat ze een vierkante boven- en onderplaat hebben, die met elkaar verbonden zijn door vier stellingen (pilaren). Het zijn in hun originele vorm hangklokken die door een of meerdere gewichten worden aangedreven en aan de bovenkant voorzien zijn van een grote bel. Verdere kenmerken zijn dat de platines (de platen waartussen zich het raderwerk bevindt) verticaal achter elkaar tussen de boven- en onderplaat staan en doordat lantaarnklokken (ook weer in de oorspronkelijke vorm) daglopers zijn. Dat wil zeggen dat de gewichten, naargelang het type, minstens één keer per dag omhoog moeten worden getrokken.
Het slaguurwerk laat op elk vol uur horen hoe laat het is; veel lantaarnklokken produceren ook op het halve uur en soms op het kwartier een belgeluid.

## Ontstaansgeschiedenis
Waar en wanneer dit type klok is ontstaan is onbekend. Ook de naam lantaarnklok is een bedenksel van latere tijd, hoewel de vorm van de klok inderdaad vaag aan een lantaarn doet denken. Het is echter duidelijk dat lantaarnklokken afstammen van de zogenaamde gotische klok. Dit type klok ontstond vanaf de vijftiende eeuw en is eigenlijk een verkleind torenuurwerk dat is ontstaan in Midden- en West- Europa. Gotische klokken kon men aantreffen in de huizen van gegoede burgers. In die tijd had men nog geen uurwerkmakers en de eerste gotische klokken werden (net als de torenuurwerken) gemaakt door getalenteerde smeden, die zich gingen toeleggen op de vervaardiging van klokken. Een belangrijk verschil tussen een gotische klok en de latere lantaarnklok is dat de eerste vrijwel geheel van smeedijzer is gemaakt en de typische stijlkenmerken van de Gotiek heeft. Een mooi Nederlands voorbeeld is de gotische klok die Willem Barentsz in 1596 meenam tijdens zijn expeditie naar Nova Zembla en daar eeuwen later werd terug gevonden.
Lantaarnklokken ontstonden vanaf eind zestiende eeuw en maakten gebruik van meer klassieke stijlelementen, zoals de zuilen van klassieke tempels. Ook werden het smeedijzer voor een deel vervangen door gegoten geelkoperen (messing) onderdelen.
Varianten van lantaarnklokken kwamen in diverse Europese landen voor en maakten hun eigen ontwikkeling door. In Nederland ontstond onder andere de stoelklok die nauw verwant is aan de Italiaanse, Franse, Duitse en Engelse lantaarnklok.